# Мосарабски обред
Мосарабският обред, наричан още и испански обред или вестготски обред (на испански: rito mozárabe, visigótico o hispánico) е система от ритуали, използвана днес в няколко католически църкви в Испания, както и от Испанската реформирана епископална църква.
Мосарабският обред е доминиращата ритуална форма на Пиренейския полуостров поне от VI век. През 1080 година той е заменен с римския обред в почти всички църкви на полуострова и остава в употреба само в отделни енории.
Създадената в края на XIX век Испанска реформирана епископална църква също започва да го използва.